# Zyhdi Morava
Zyhdi Morava (ur. 14 marca 1946 w Gracë, zm. 9 lipca 2010)  – albański poeta.

## Życiorys
W 1953 roku wraz z rodzicami przeniósł się do Tirany z powodów ekonomicznych. Zajął się działalnością pisarską, w wieku 17 lat opublikował swoje pierwsze wiersze w czasopiśmie Puna.
W latach 70. był internowany we wsi Yrshek, a w 1978 roku został skazany na 10 lat pozbawienia wolności; wyrok odbywał w więzieniu w Spaçu. Został wypuszczony na wolność w 1982 roku, trudnił się następnie pracami fizycznymi oraz rolnictwem. Udało mu się opublikować we wrześniu 1982 roku opowiadanie pod tytułem Për Elizën; utwór ukazał się w czasopiśmie Drita.
W latach 90. należał do niezależnych związków zawodowych, był dziennikarzem oraz redaktorem czasopisma Sindikalisti, przez rok kierował także czasopismem E Vërteta. Pełnił również funkcję przewodniczącego Ligi Pisarzy i Artystów Albanii. Od 1991 do swojej śmierci w 2010 roku opublikował 21 książek.

## Życie prywatne
Jego ojciec Dalip był związany z ruchem antyfaszystowskim w trakcie II wojny światowej, trudnił się rolnictwem.